# Technoblade
Alexander (1 de junio de 1999-junio de 2022), más conocido bajo el seudónimo de Technoblade, fue una personalidad estadounidense de Internet. Fue principalmente conocido por su trabajo en YouTube, donde predominantemente subía videos de Minecraft y transmitía en directo.
Registró su canal principal en YouTube el 29 de octubre de 2013. Sus vídeos consistían principalmente de gameplay de Minecraft, en el servidor de minijuegos conocido como Hypixel. Su popularidad creció inmensamente en 2019 por su habilidad en PvP, y aún más después de ser invitado al Dream SMP en 2020.
Murió de sarcoma en junio de 2022, lo que causó muchas reacciones en las comunidades de Minecraft y YouTube. Cuando murió, su canal de YouTube alcanzó casi 11 millones de suscriptores.

## Carrera profesional
Creó el canal de YouTube Technoblade el 28 de octubre de 2013. cuyo contenido era principalmente sobre el videojuego Minecraft. Participó de forma habitual en el torneo Minecraft Championships junto con otras personalidades de YouTube Minecraft, y Cale Michael de Dot Esports lo nombró como "uno de los mejores jugadores de Minecraft en el espacio de creación de contenido, especialmente cuando se trata de eventos PvP". Alexander también formó parte del servidor Dream SMP como uno de sus personajes principales.
Tuvo una rivalidad amistosa con su compañero youtuber de Minecraft Dream, el fundador de Dream SMP. Los dos se disputaban el ser reconocidos con el título de "mejor jugador de Minecraft" entre sus fans. En respuesta a su diagnóstico de cáncer a fines de agosto de 2021, Dream donó 21 409 dólares a la investigación contra el cáncer.

## Vida personal
Se desconoce mucho sobre su vida personal. Según él mismo admitió, "bromeó" a sus espectadores al revelar detalles falsos de su vida y una vez engañó a su audiencia haciéndoles creer que su nombre era "Dave"; este apodo fue generalmente aceptado como su nombre real hasta su video anunciando su muerte.
Su lucha contra el cáncer se había publicitado previamente con su base de fans; reveló su diagnóstico en agosto de 2021. El 28 de agosto de 2021 se subió un video en el que se revela que le diagnosticaron sarcoma luego de tener dolor en el brazo derecho. La quimioterapia y la radioterapia resultaron infructuosas, ya que su terapeuta afirmó que posiblemente sería necesario amputarle el brazo. En diciembre de 2021, Alexander se sometió con éxito a una operación de salvamento de una extremidad con el brazo intacto.

## Fallecimiento
El 30 de junio de 2022 se subió un video al canal de YouTube de Technoblade, donde su padre anunció que había muerto, sucumbiendo a su cáncer metastásico. Leyó un mensaje escrito por él en sus últimas horas y dijo que las ganancias del merchandising se destinarían a una organización benéfica para recaudar fondos para el sarcoma. El video terminó con un mensaje escrito de la madre de Technoblade. El video tributo "inmediatamente" se convirtió en el video de mayor tendencia en YouTube.
Múltiples youtubers, incluidos Dream y otros miembros del Dream SMP, expresaron sus condolencias, apoyo y admiración en línea. Simon Collins-Laflamme, cofundador de Hypixel, emitió una declaración similar. YouTube tuiteó sus condolencias a su familia, amigos y fanáticos luego del lanzamiento del video. Según Polygon, Alexander era "una de las personalidades más célebres de Minecraft".
Debido a esto, se realizó una referencia en forma de homenaje a Technoblade en Una película de Minecraft como un cerdo con una corona y la frase de "es una leyenda".